# Lelle
Lelle is een plaats met de status van vlek (alevik) in de Estlandse gemeente Kehtna, provincie Raplamaa. Het station van Lelle was een spoorwegknooppunt: de spoorlijnen van Viljandi en Pärnu naar Tallinn kwamen hier samen. Het baanvak Lelle-Pärnu is echter in december 2018 gesloten.
Het landhuis bij Lelle werd voor het eerst genoemd in een document uit 1559.
De inmiddels failliete voetbalclub JK Tervis Pärnu heette tussen 1996 en 2002 Lelle SK en speelde toen in Lelle.

## Bevolking
De plaats had 339 inwoners op 31 december 2011 en 297 inwoners op 31 december 2021.

## Geboren in Lelle
- Vjatšeslav Zahovaiko (1981), voetballer

## Foto’s

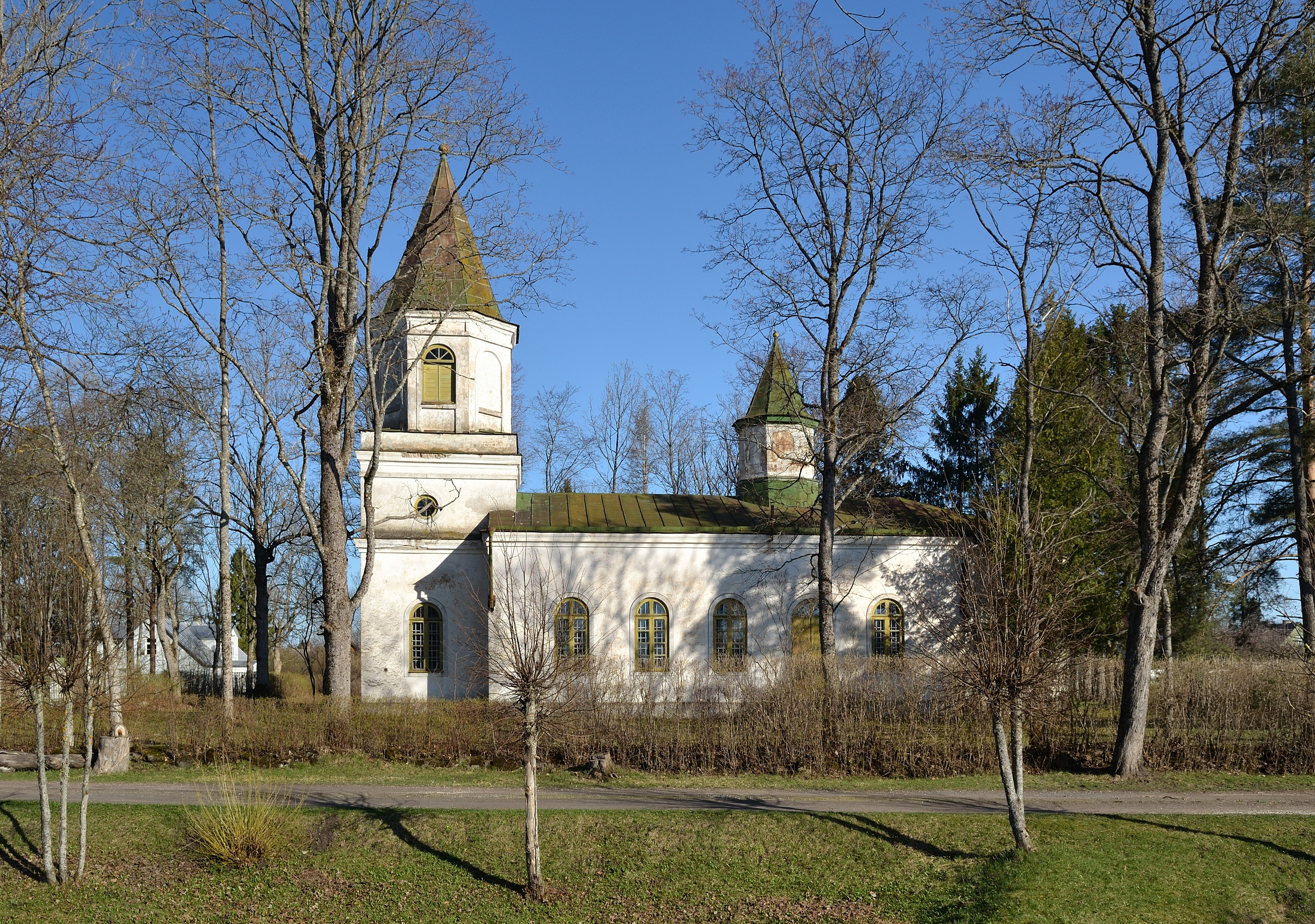
De kerk van Lelle
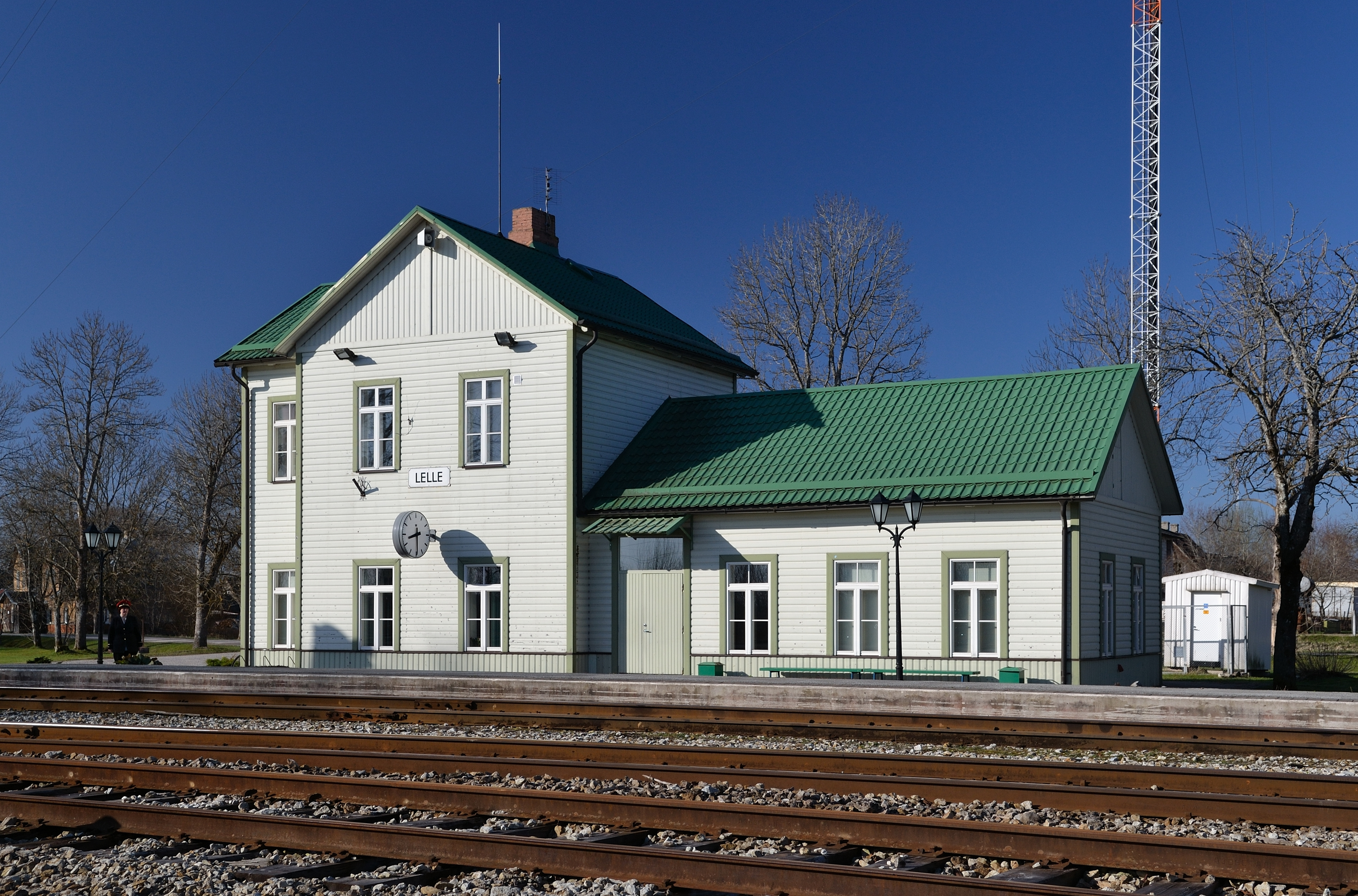
Het station van Lelle
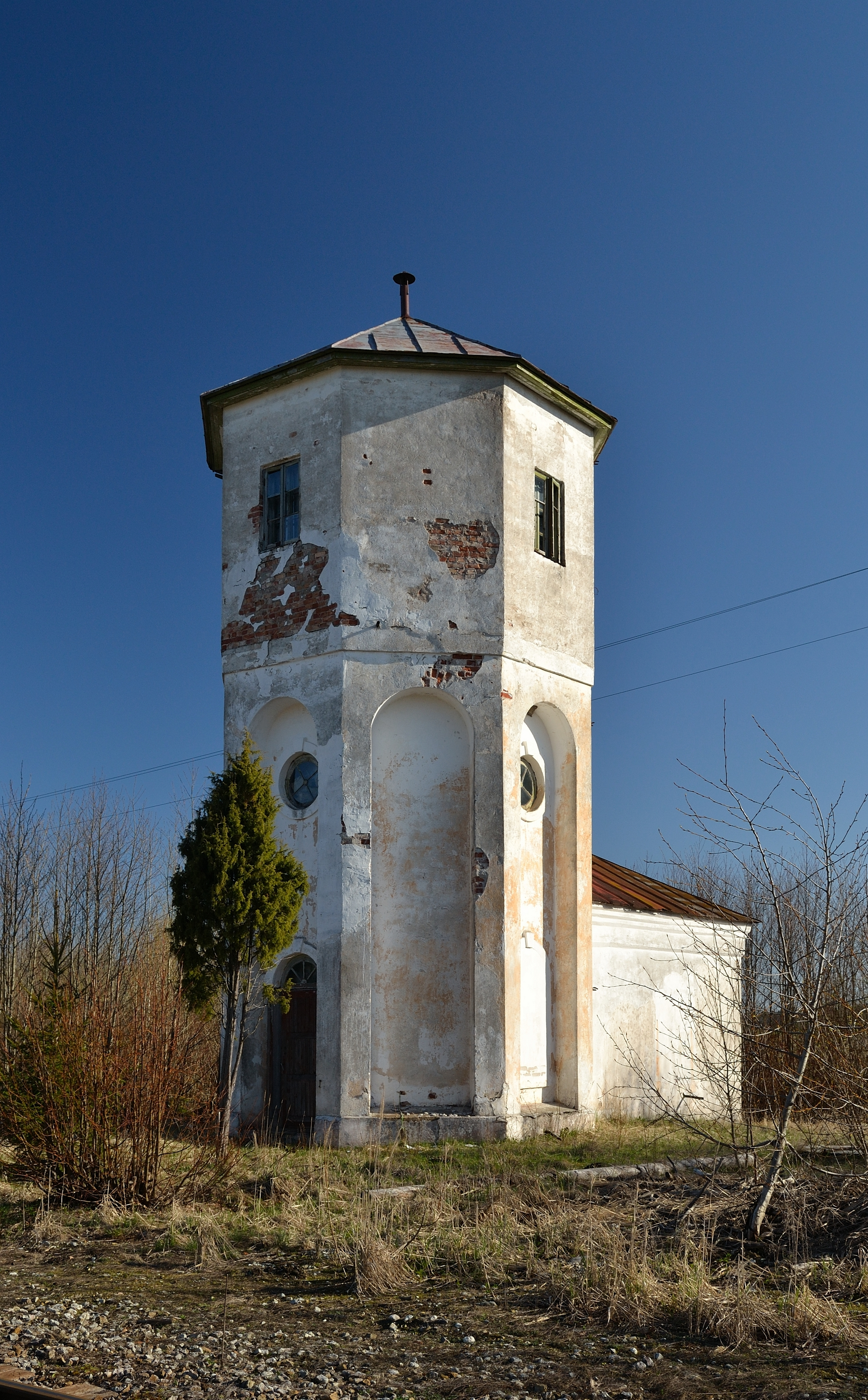
Watertoren bij het station